# Mittelungarn

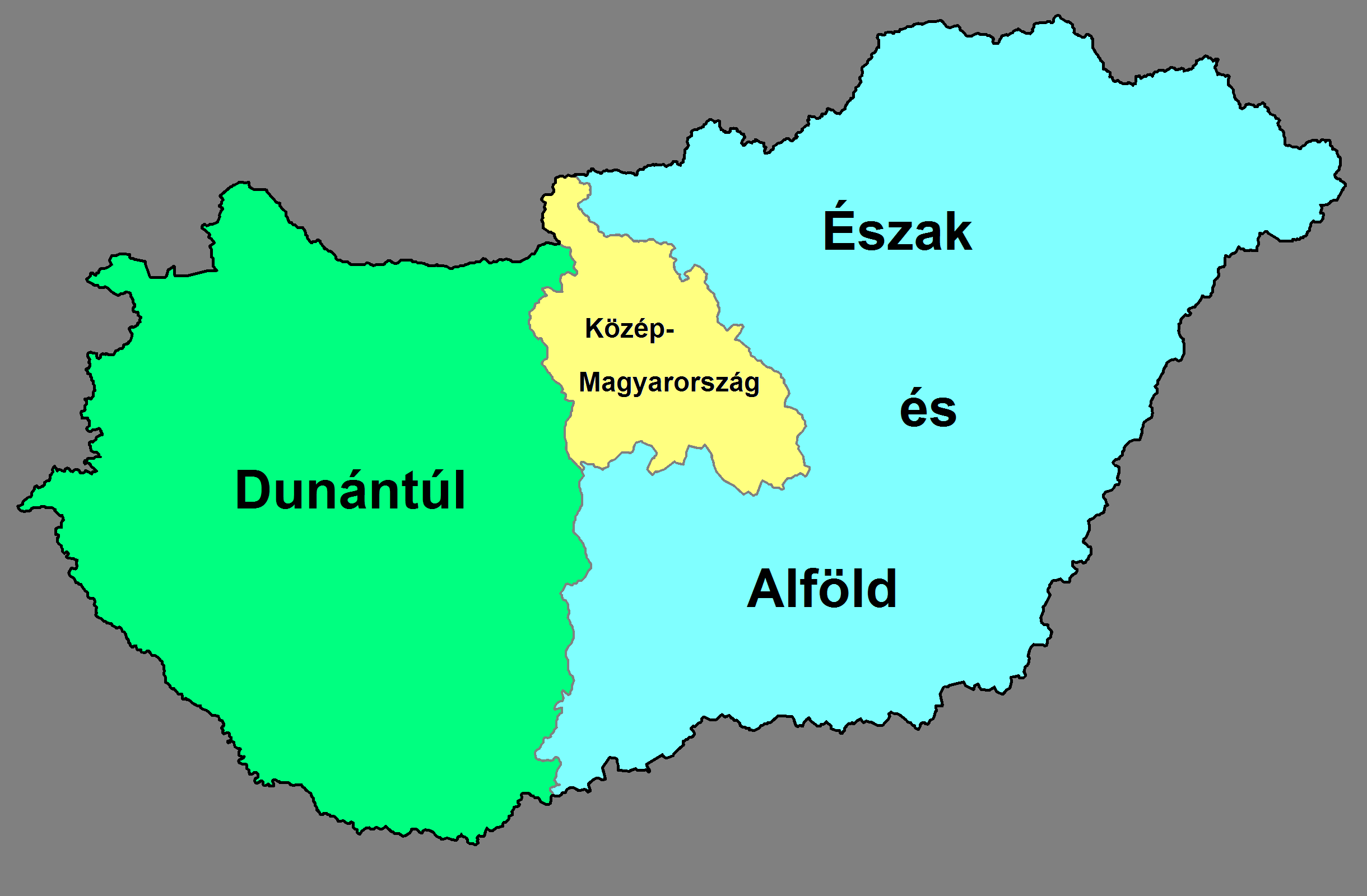
NUTS 1-Regionen in Ungarn

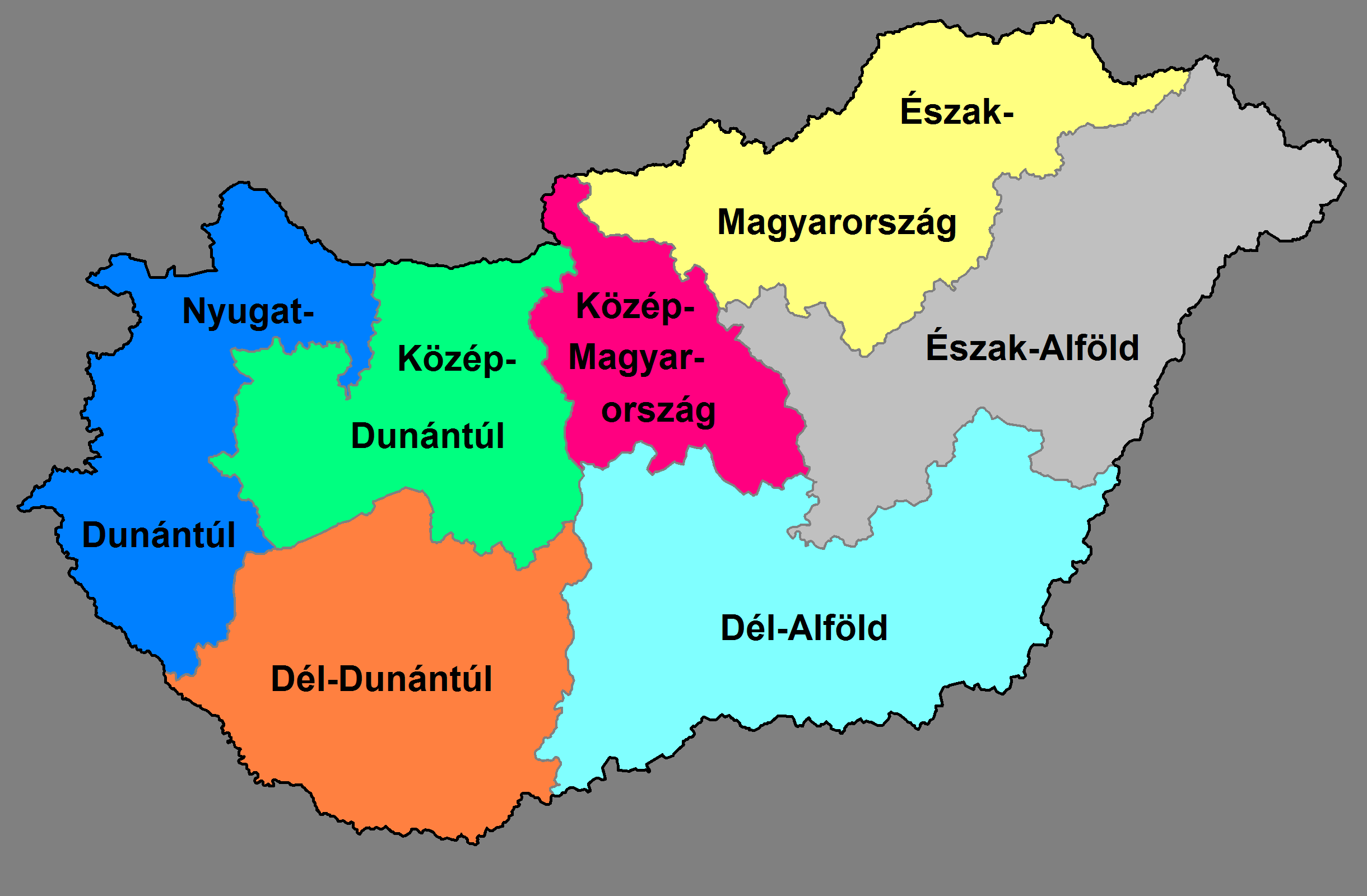
NUTS 2-Regionen in Ungarn

Mittelungarn (ungar.: Közép-Magyarország) ist eine ungarische Region auf NUTS-1 und NUTS-2-Ebene (Code: HU1, H10). Die Region besteht aus dem Komitat Pest und der Hauptstadt Budapest.
Die Region ist von den statistischen Regionen Ungarns die kleinste (6.919 km²), hat aber die meisten Einwohner (2.951.436). 

## Lage
Die Region liegt im nördlichen Teil Ungarns und grenzt an die Slowakei. Die vier benachbarten Regionen sind Nordungarn und die Nördliche Große Tiefebene im Osten, die Südliche Große Tiefebene im Süden und Mitteltransdanubien im Westen.
Koordinaten: 47° 25′ N, 19° 20′ O